# AS-103

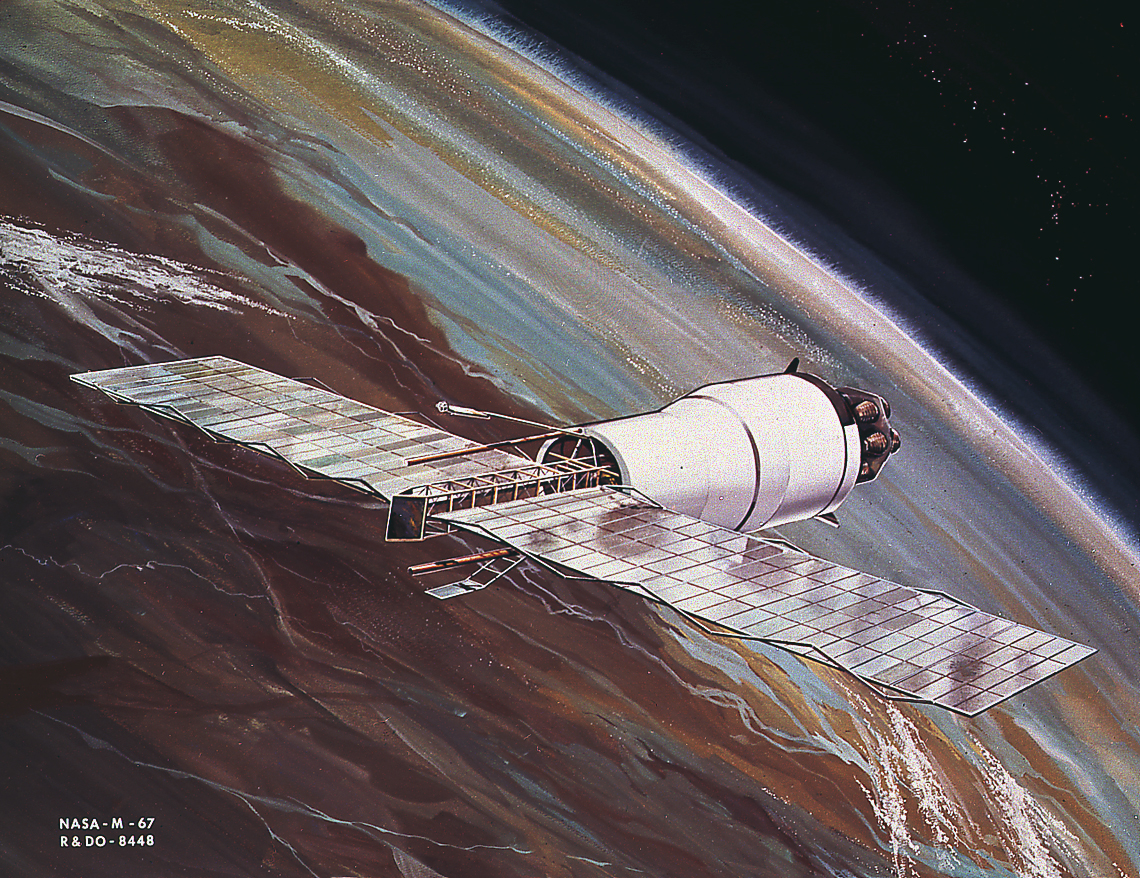
페가수스 위성

A-103은 SA-9라고도 하며, 미국의 아폴로 계획에 의해서 발사된, 8번째의 새턴 I 로켓 발사 실험이다. 아폴로 사령선·기계선의 모형을 궤도상에 올리는 것은 이것이 3번째가 된다. 이 로켓은 또, 우주로부터 날아오는 우주의 미소 물질이 위성의 기체에 미치는 영향을 조사하는 페가수스 A(Pegasus A) 위성을 탑재하고 있었다.

## 목적

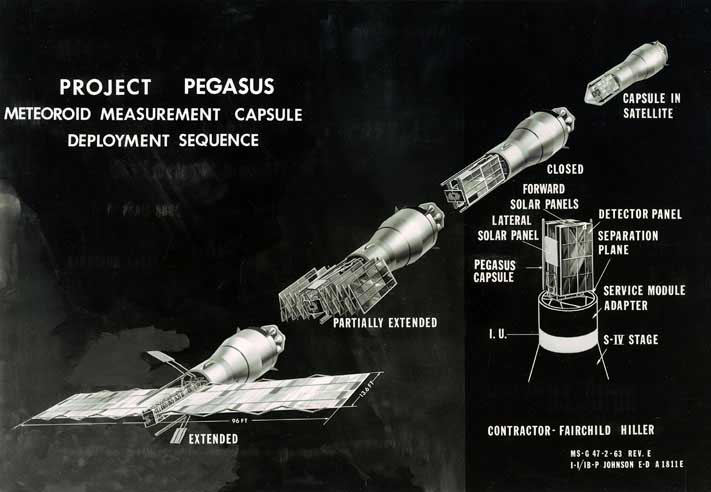
페가수스 위성 개념도

A-103의 비행 계획에는 12개의 목적이 있었는데, 그중의 2개는 페가수스 A에 관련되는 것, 8개는 로켓의 성능 시험에 관련되는 것, 1개는 긴급 탈출용 로켓(launch escape system, LES)의 분리에 관련되는 것, 1개는 사령선의 분리에 관련되는 것이었다. 페가수스 A의 목적은,
(1) 기체의 구조나 전기적 시스템의 기능에 관한 시험
(2) 지구 저궤도에 있어서의 우주의 미소 물질이 기체에 미치는 영향의 조사
였다. 페가수스 A를 궤도에 올리는 임무가 더해졌기 때문에, A-103의 궤도는 A-101이나 A-102와는 다른 것이 되었다.

## 구조
A-103은 1단 로켓에 S-I, 2단 로켓에 S-IV를 사용했고, 페가수스 A는 둘째 단의 상부에 탑재되고 있었다. S-IV의 상부와 페가수스 A는 일체화되었다. 그 위에는 모의의 아폴로 사령선·기계선과 LES가 탑재되고 있었다. LES는 상승중에, 사령선·기계선은 궤도에 오른 후에 투기되었다. 페가수스 A는 중량이 대략 1,805 kg 으로, 계측용의 날개를 펼쳤을 때의 폭은 29.3 m 가 되었다.

## 비행
A-103은 1965년 2월 16일 14:37:03 UTC에, 케이프 커내버럴의 LC-37B 발사대로부터 발사되었다. 비행은 정상적으로 행해져 페가수스 A는 대략 10분 반 후에 495 km에서 743 km 까지의 타원 궤도상에 올랐다. 궤도는 당초 계획된 것에 매우 가까웠다.
발사로부터 804초 후에 보호 커버가 열렸다. 그로부터 1분 후에는 미소 운석 관측용의 날개가 전개를 개시했다. 페가수스의 수명은 당초 1188일로 예상되고 있었지만, 실제로는 그것보다 약간 긴 3년 반 후인 1968년 8월 29일에 교신이 끊어졌다. 몇 개의 작은 문제는 있었지만, A-103 계획은 성공리에 끝났다.

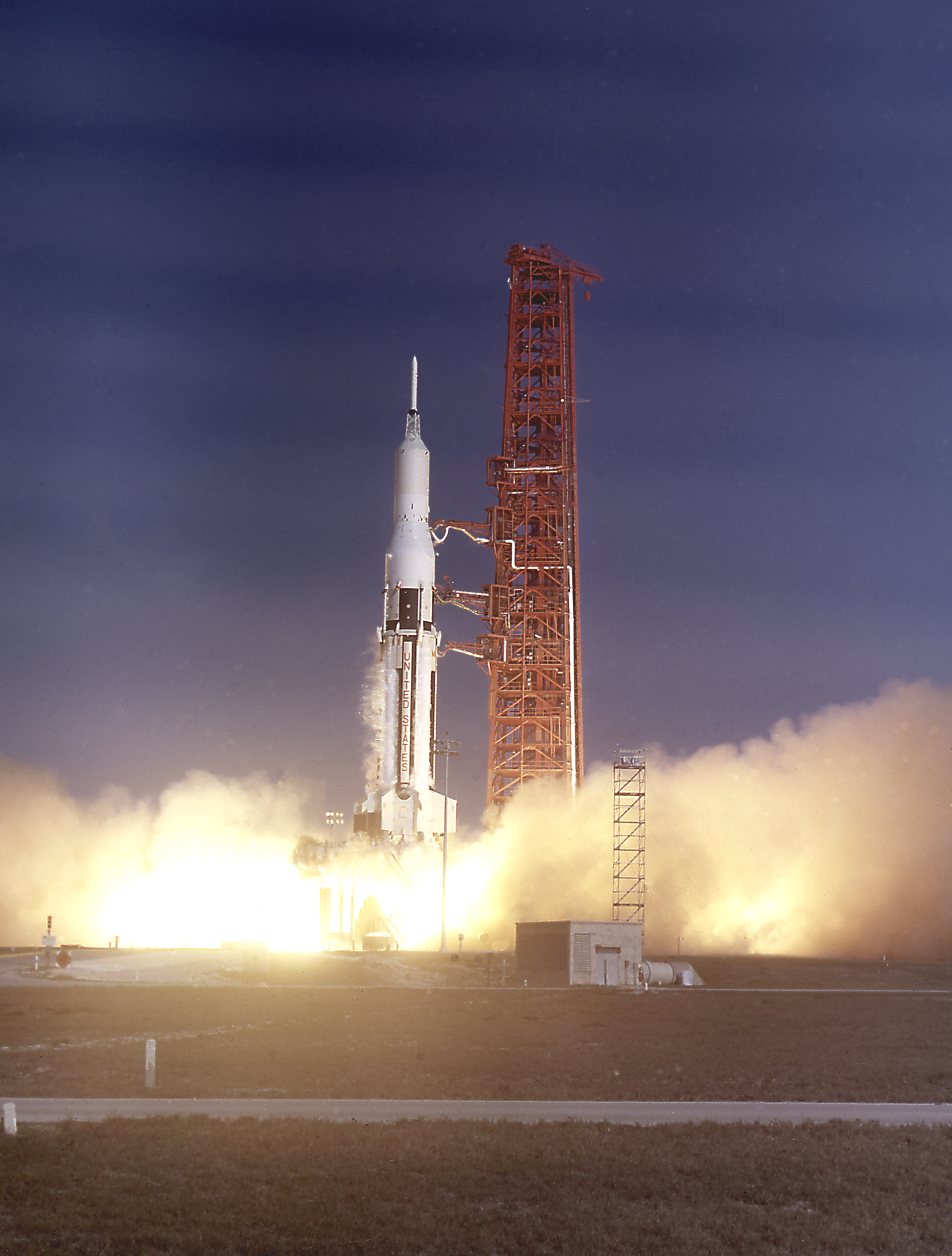
A-103의 발사